# واتارو ياشيرو
واتارو ياشيرو (باليابانية: 八代弥؛ بالكانا: やしろ わたる) هو لاعب شوغي ‏ ياباني، ولد في 3 مارس 1994 في مقاطعة كامو في اليابان.